# 埃尔克河 (科罗拉多州)
埃尔克河（英語：Elk River）是科羅拉多州的一条溪流，长约34.2-英里（55.0-），源自斯廷博特斯普林斯，注入扬帕河。